# Soul Station
Soul Station è un album di Hank Mobley, pubblicato dalla Blue Note Records nell'ottobre del 1960. Il disco fu registrato il 7 febbraio 1960 al Van Gelder Studio di Englewood Cliffs, New Jersey (Stati Uniti).

## Tracce
Lato A
1. Remember – 5:37 (Irving Berlin)
2. This I Dig of You – 6:22 (Hank Mobley)
3. Dig Dis – 6:08 (Hank Mobley)

Lato B
1. Split Feelin's – 4:52 (Hank Mobley)
2. Soul Station – 9:03 (Hank Mobley)
3. If I Should Lose You – 5:06 (Leo Robin, Ralph Rainger)

## Musicisti
- Hank Mobley - sassofono tenore
- Wynton Kelly - pianoforte
- Paul Chambers - contrabbasso
- Art Blakey - batteria

## Classifiche
| Classifica (2022) | Posizione massima |
| ----------------- | ----------------- |
| Grecia            | 66                |